# Этногенез уйгуров
Этногенез уйгуров — процесс формирования современного уйгурского этноса.
Формирование уйгурского этноса происходило в Восточном Туркестане на базе консолидации и смешивания различных этнических групп, на протяжении истории региона.
В настоящее время в научных кругах распространены две основные версии этногенеза уйгуров — тюркской и тохарской. Согласно тохарской версии, этногенез уйгуров происходил с периода сер. 1 тыс.н. э. до 13-14 вв н. э. Формирование этноса шло через ассимиляцию различных мигрировавших в регион этнических общностей, местными индоевропейскими тохаро-иранскими этническими группами.
Древнеуйгурская или тюркская версия этногенеза, согласно этой версии — этногенез уйгуров шёл с периода 3-5 вв н. э. по 13-14 вв. По этой версии базовое ядро уйгурского этноса составляли кочевые древнеуйгурские телеские племена.
Среди самих уйгуров наиболее широкое распространение имеет древнеуйгурская версия.

## Этнические пласты

### Могульский пласт

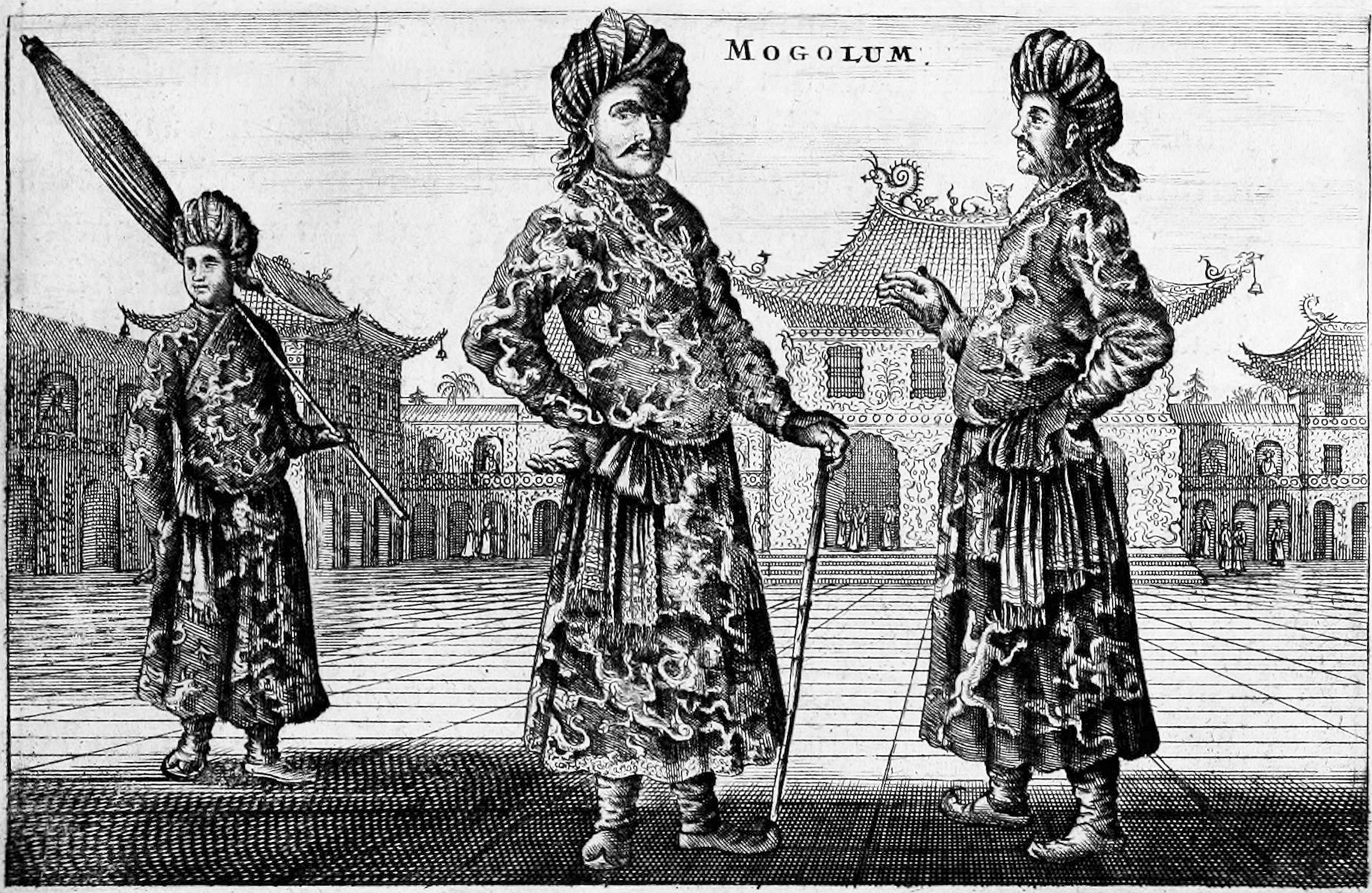
Турфанские послы в Пекине (1656 г)

Последним крупным этническим компонентом вошедшим в состав современного уйгурского этноса стали могулы (тюркизированные монголы), пришедшие несколькими волнами начиная с XIII в., состоявшие из таких племен как барлас, дуглат, нюгейт, арлат, чурас, байрин и другие. Последняя крупная волна могулов пришла с чагатаидом Саид-ханом в начале XVI в. Изначально говорившие на монгольских языках могулы постепенно ассимилировались местными тюрками, перешли на местный тюркский язык названный чагатайским, приняли ислам (XIV в. Туглук Тимур-хан), стали оседать. Первым племенем уже практически ассимилированным к XVI в. стали дуглаты.
Часть доглатов, постоянно или в основном находившаяся в Кашгарии, по-видимому, ранее других вступила в этническое взаимодействие с уйгурами и до XVI в. в значительной степени была ассимилирована. В. П. Юдин
К XX в. лишь несколько групп тюркского населения, напрямую возводимых к могулам Восточного Туркестана, сохранили традиционное могульское племенное деление, это нюгейты, доланы, лобнорцы, ардбуль, хурасан. Остальные могулы вошли в состав различных этнографических групп уйгурского народа. Немалая часть сословия уйгурских беков (местной знати) была также потомками знатных бекских могульских фамилий. Одно из сословий уйгурской знати — хакимбеки происходили от восточной ветви ханов чагатаидов, они сохраняли своё влияние в уйгурском обществе вплоть до середины XX в. А их вассальные княжества (Кумульское и Турфанское ханства) существовали до 1930 г. когда они были упразднены гоминьданским правительством Китая.
Могульский компонент в уйгурском этносе достаточно весомый, оставивший в культуре, традициях, литературе (Тарихи Рашиди М. Х. Дуглата, Хроники М. Ф. Чураса, многочисленные тазкира жизнеописания могульских ханов, о Туглук-Тимур-хане, Саид-хане и др.), мифологии (многочисленные сказки такие как о «Чин Тёмур батуре»).

## Тохарская версия
Индоевропейские племена, потомки которых стали называться тохарами (в древнегреч. источниках) и юэчжами (в кит.источниках), самоназвание которых неизвестно, населяли Восточный Туркестан с эпохи бронзового века, последние письменные памятники тохарского языка датируются 6-8 вв.н. э. Первые тюркские племена в регионе появляются начиная с первой пол. 1 тыс. н. э.

### Аргументы
Версия, базируется на следующих аргументах:
1. На протяжении всей истории региона, доминирующей культурой южной части Восточного Туркестана являлась городская-оседлая культура городов-оазисов, тюрки же исторически были носителями традиций кочевой культуры.
2. Антропологический тип. Европеоидность большей части уйгуров.

Галерея
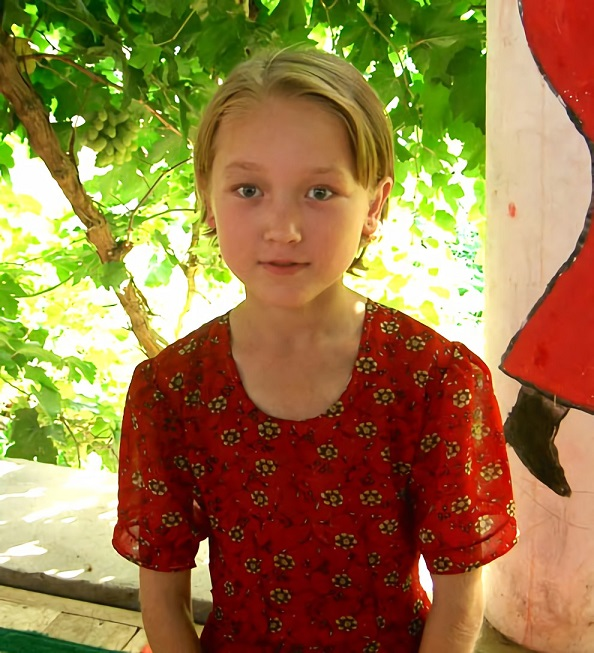
Девочка из Турфана
Атушец

3. Данные гаплогрупп ДНК. У уйгуров высокая доля гаплогруппы R1b, наиболее распространённая на западе Европы, особенно у кельтских народов.

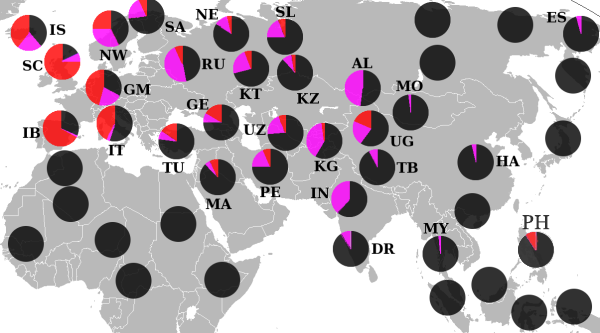
гаплогруппа R1b отмечена красным цветом, уйгуры — UG

### Критика
В процессе развития исторических исследований в конвергенции с другими науками выясняется, что древние тюрки не всегда сопоставимы с современными тюрками.

## Тюркская версия
Базируется на гипотезе происхождения уйгуров от тюркоязычных телеских кочевых племен объединившихся в уйгурское этно-племенное государственное объединение в 3 в. н. э.

### Аргументы
1. Язык. Тюркоязычие уйгуров, уже к периоду полной миграции кочевых и полукочевых уйгурских племен в Восточный Туркестан в 9 в., на территории региона было широко распространено два близких языка, называемых караханидско-уйгурским (район Кашгарии и Или) и древнеуйгурским (район Турфана, Кумула, Урумчи), на современном потомке которых — новоуйгурском языке — и разговаривают современные уйгуры.
2. Древнеуйгурские легенды (Огузнаме и др.) и мифы (происхождение от волка и др.), а также часть традиций (мужские союзы, собрания) широко распространённые у современных уйгуров.

## См.также
- Антропология уйгуров